# Vilerna rugulosa
Vilerna rugulosa is een rechtvleugelig insect uit de familie veldsprinkhanen (Acrididae). De wetenschappelijke naam van deze soort is voor het eerst geldig gepubliceerd in 1878 door Stål. De soort komt voor in Brazilië en in Peru.